# Phalanta aethiopica
Phalanta aethiopica är en fjärilsart som beskrevs av Rothschild och Jordan 1903. Phalanta aethiopica ingår i släktet Phalanta och familjen praktfjärilar. Inga underarter finns listade i Catalogue of Life.